# 原日軍臺灣步兵第二聯隊營舍
原日軍臺灣步兵第二聯隊營舍，位於臺南市東區（日治時期為旭町），為台灣日治時期的臺灣軍臺灣步兵第二聯隊的營舍，為日治台灣兩個重要軍事基地之一。在1927年前（1927年在屏東新設飛行第八聯隊）是大日本帝國國土最南方的陸軍基地，也是日本皇室成員行啟、御成臺灣經常視察之地，包括1923年昭和天皇臺灣行啟。
營區緊鄰台南高等工業學校，戰後由中華民國陸軍進駐，並在1966年納入國立成功大學成為光復校區。目前尚存五棟營舍，分別是第二聯隊本部（藝術研究所），第七、八中隊營舍（工業設計系館），第五、六中隊營舍（歷史系館），軍訓室和歷史文物館，是極少數留存的日治時期軍事建築。其中第二聯隊本部，第七、八中隊營舍，第五、六中隊營舍，2003年11月10日公告為國定古蹟。

## 沿革

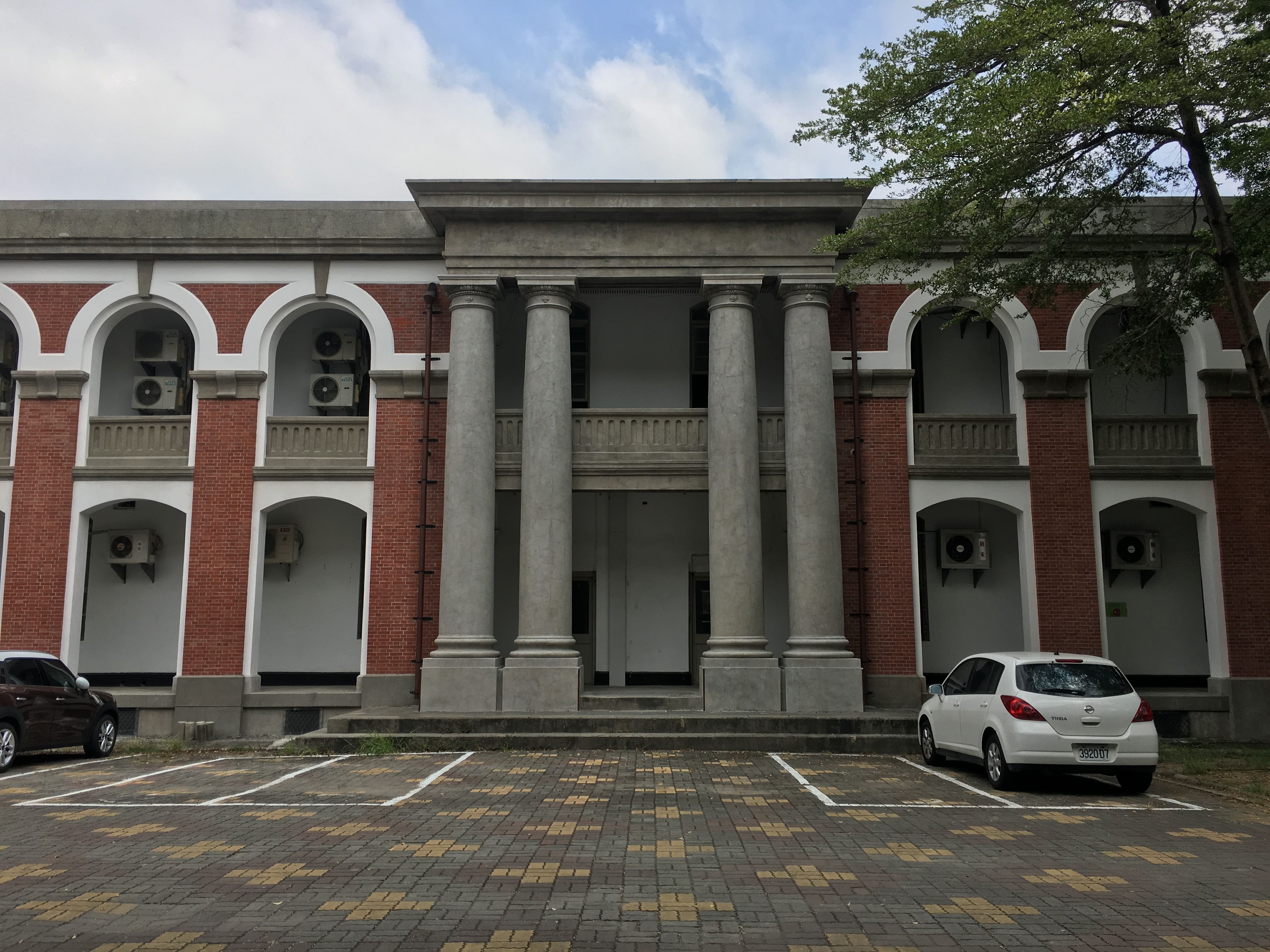
成大大成館南入口

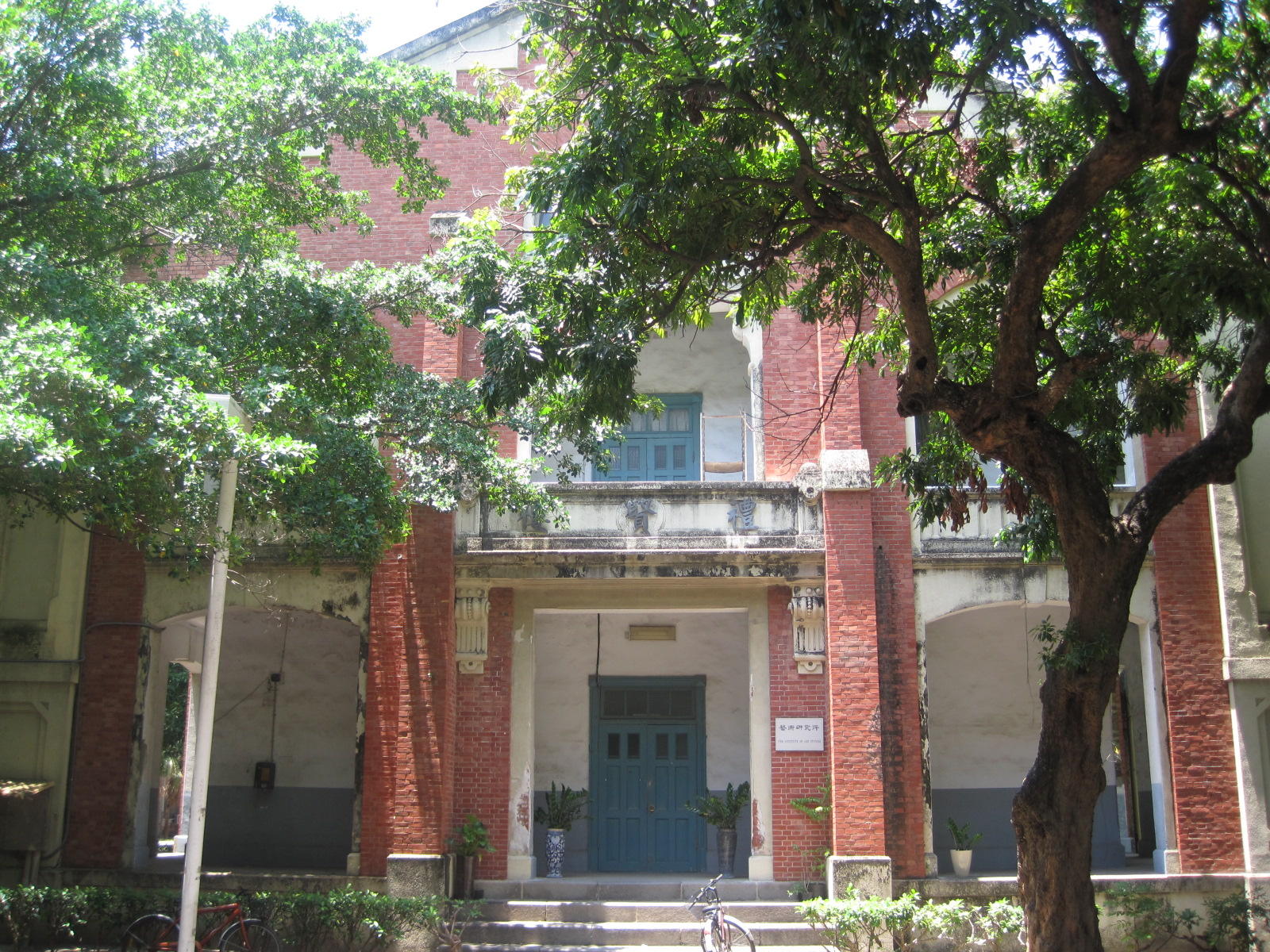
成功大學禮賢樓

日本自明治28年（1895年）統治臺灣，軍制經數次改變。在明治40年（1907年）後，陸軍步兵第一聯隊進駐臺北，步兵第二聯隊則進駐臺南。營舍建築由日本陸軍經理部營繕組設計，為明治末期、大正初期的作品。這兩建物出自日軍的永久兵營計畫，第一期永久兵營計畫於1902年開始，1904年5月完工，與第一期永久兵營相比，1910年開始的第二期永久兵營因為有第一期的經驗，以及在日俄戰爭勝利，因此最為華麗，而兩棟都可容納兩個中隊。
二次大戰後，步兵第二聯隊營舍由中華民國國軍接收，改為第二、八、十軍軍部，成為中華民國陸軍光復營區；直到民國55年（1966年）10月5日才轉給國立成功大學使用，改為成大「光復校區」。1969年8月歷史系遷入第五、六中隊營舍。2004年8月中文系及外文系遷離，正式成為歷史系館。第二大隊第七、八中隊營舍（現為工業設計系館）在1969年後作為行政大樓使用，得名「大成館」，而後1977~1981年歸於造船學系，1985年工業設計學系與夜間部遷入大成館，1991年夜間部遷離本館，正式成為工業設計系館。而禮賢樓在成大接收之前為指揮大樓，納入大學後改為客座教授或歸國學人的招待所，故名「禮賢樓」，現在是藝術研究所。
2013年，工業設計系館修復動工，補強結構，修復屋頂與外牆去漆復原，於2015年完工。2016年，歷史系館修復動工，但囿於工程經費，2018完工時只修復了北側外牆。

## 建築特色
工業設計系館與歷史系館在構造上，為日本陸軍最早實驗採用鋼筋混擬土的建築之一禮賢樓則是磚造為主；營舍的空間平面皆是一字型，在四周有迴廊。兵舍均置於一有通風孔的基座上，主入口位於北面正中央有六柱古典羅馬式門廊，正後方也有入口，但門廊只有四柱，而左右兩側三分之一處亦設有次入口，東西兩端也有出入口，但並沒有門廊。本部外觀與兵舍相似，但在北面有兩個入口門廊，門廊之間有五個連續拱圈，而兩側有兩個連續拱圈；東西兩面各有三個獨立拱圈和裝飾性的小扶壁，而南面則為十四個連續拱圈，此外主入口門廊的式樣也與兵舍大不相同。
工業設計系館的東西側邊入口陽台尚有五芒星之裝飾，其為日本陸軍的象徵之一。

## 榕園

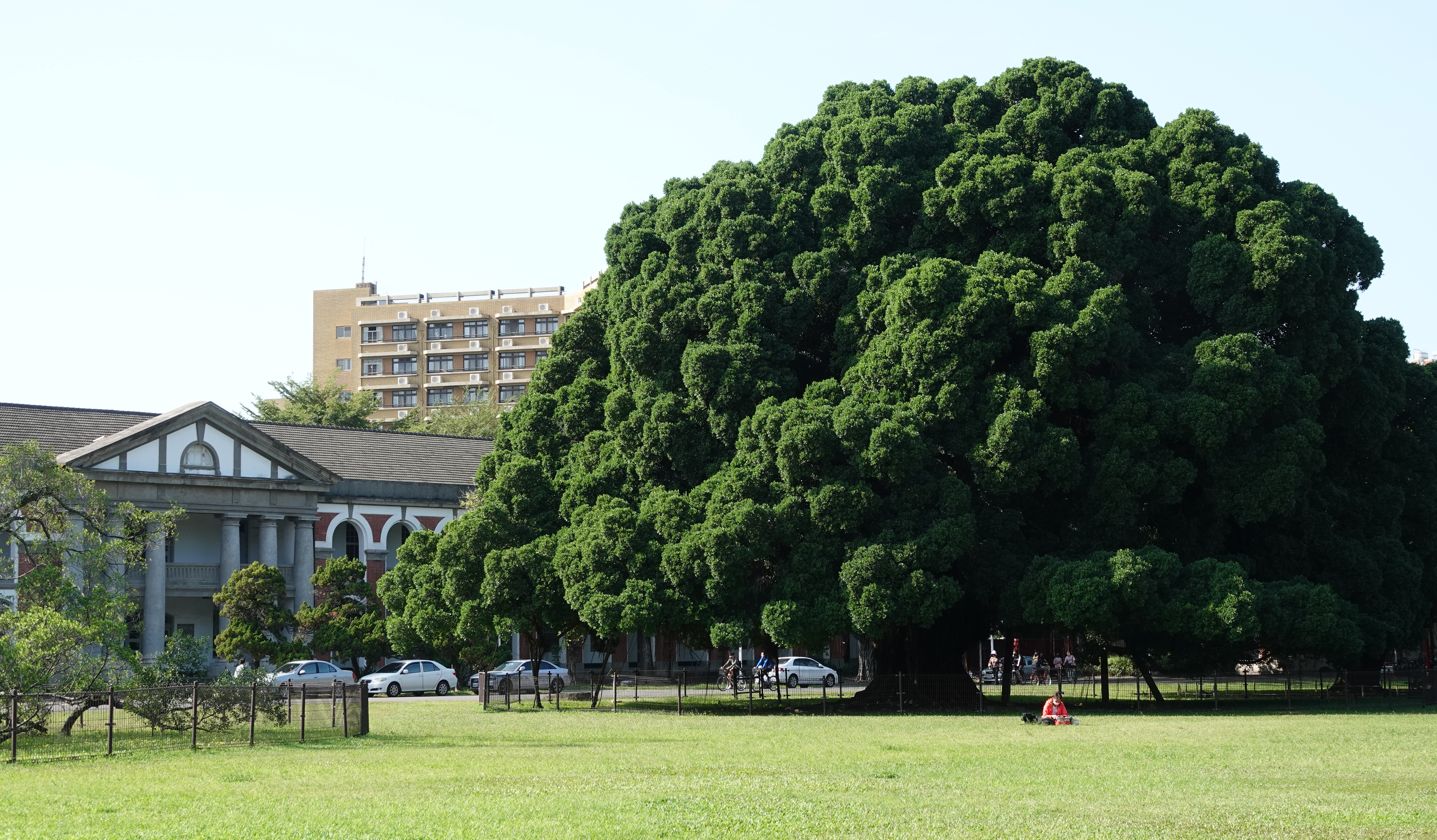
榕園與大成館（工業設計系館）

面對工業設計系館的榕園是昔日步兵的演練場，其中最大的國泰大榕是1923年來台行啟的日本皇太子裕仁（昭和天皇）所植，是成功大學的標幟之一。1925年來臺的雍仁親王、1926年來臺的宣仁親王，以及1935年來臺的昌德宮李王亦曾在此處種植榕樹，但現已不存。

## 圖片

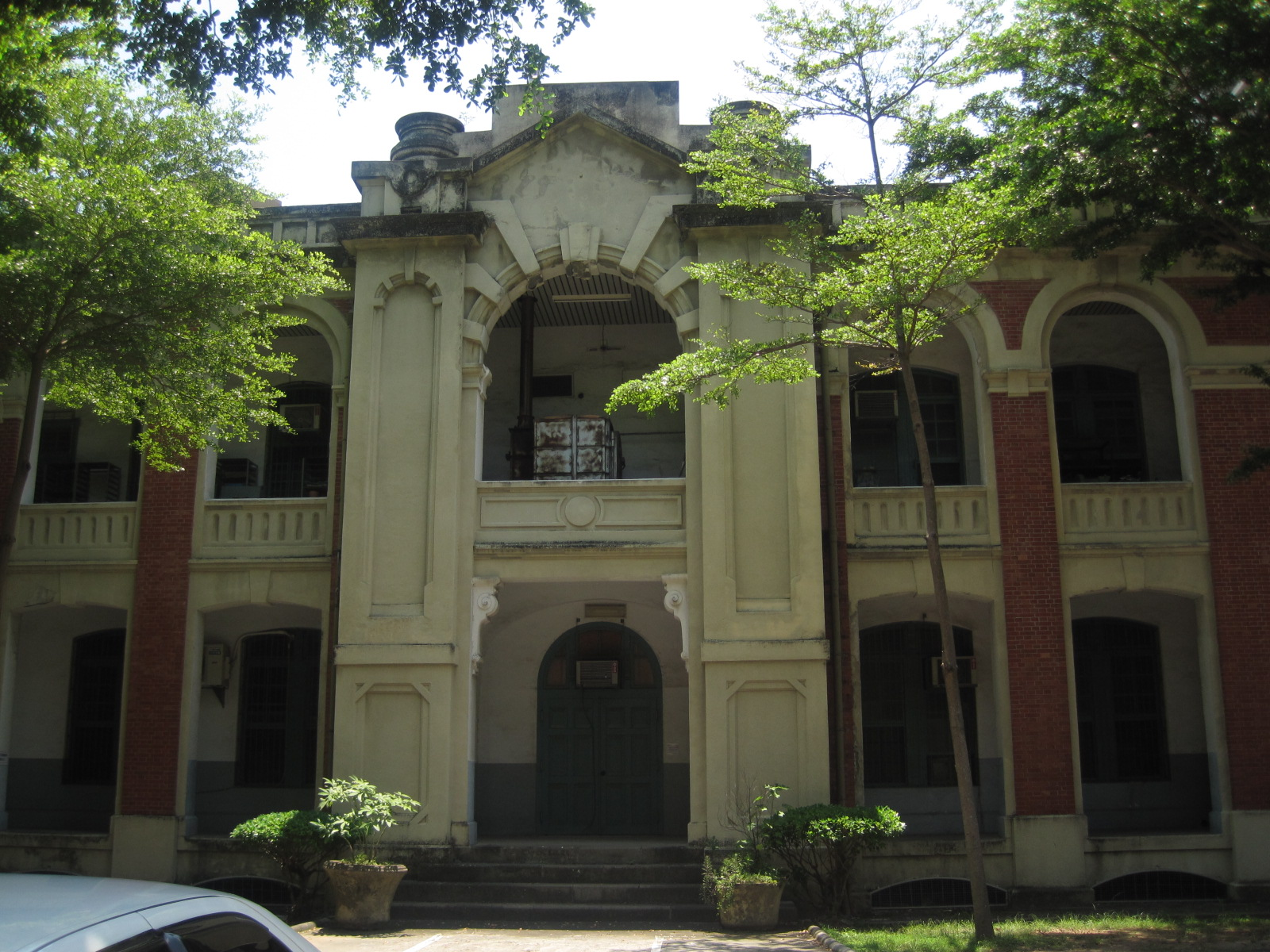
成大禮賢樓北面門廊
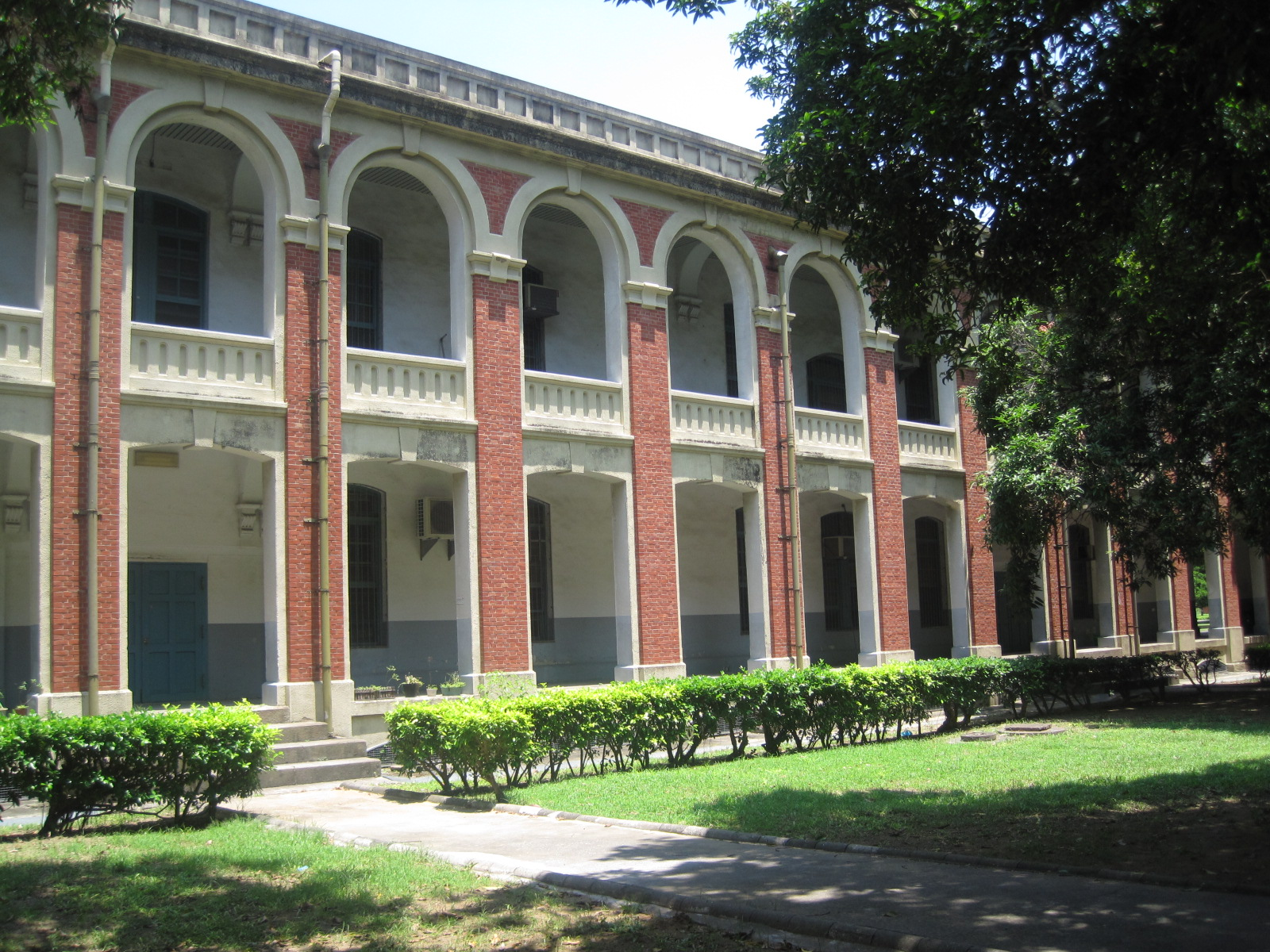
成大禮賢樓南面
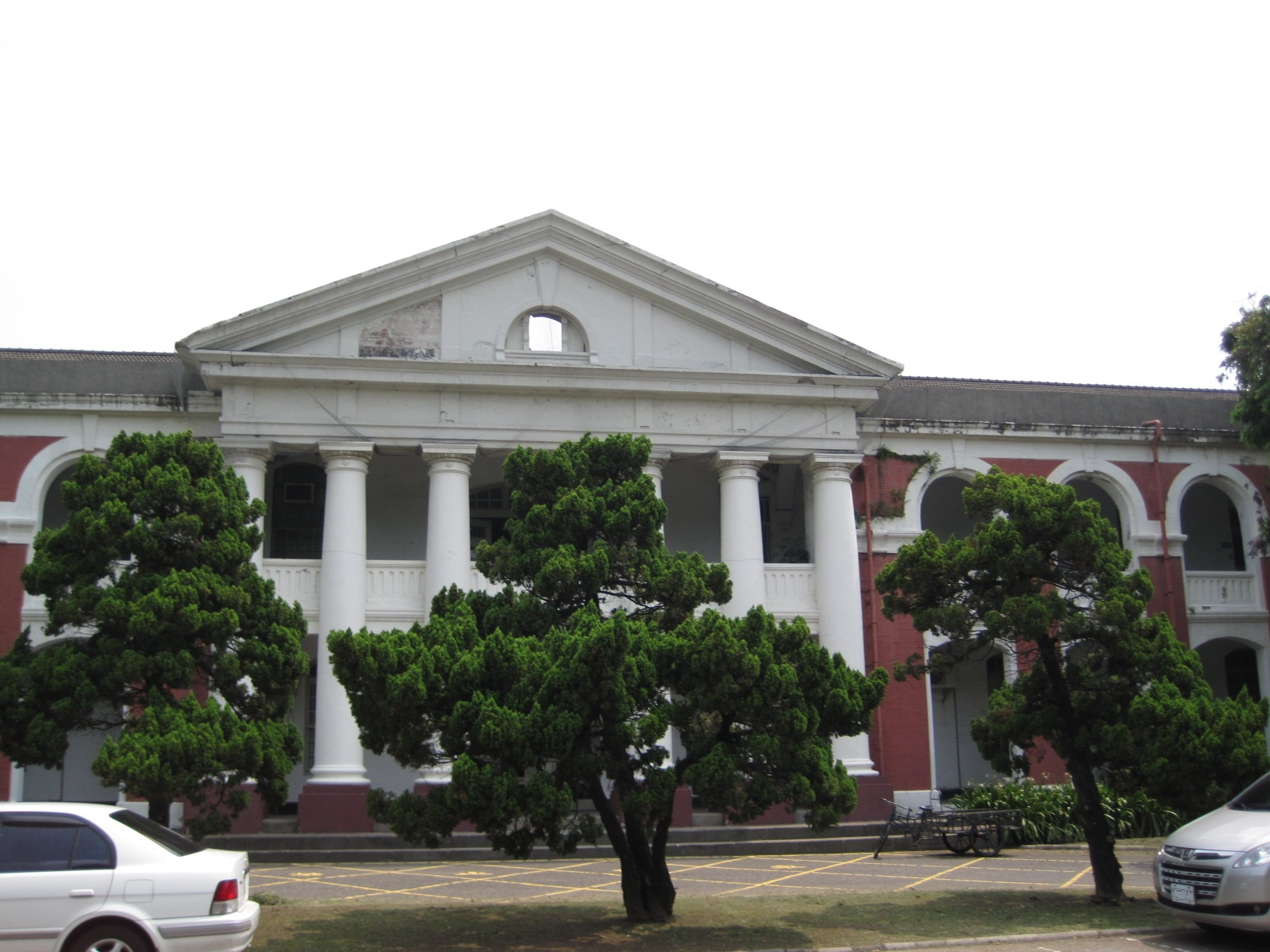
成功大學大成館北面（修復前）
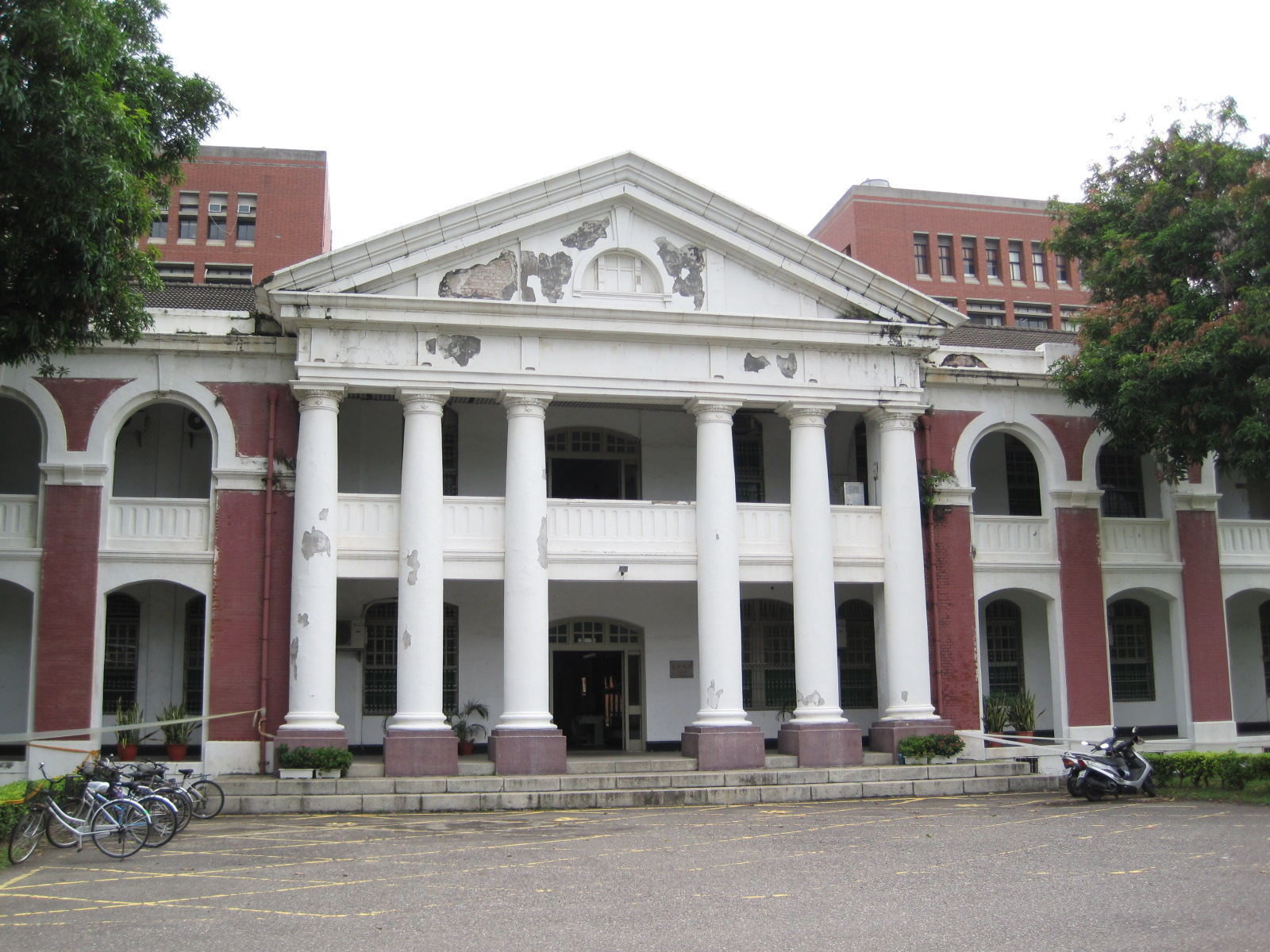
成功大學歷史系館北面（修復前）
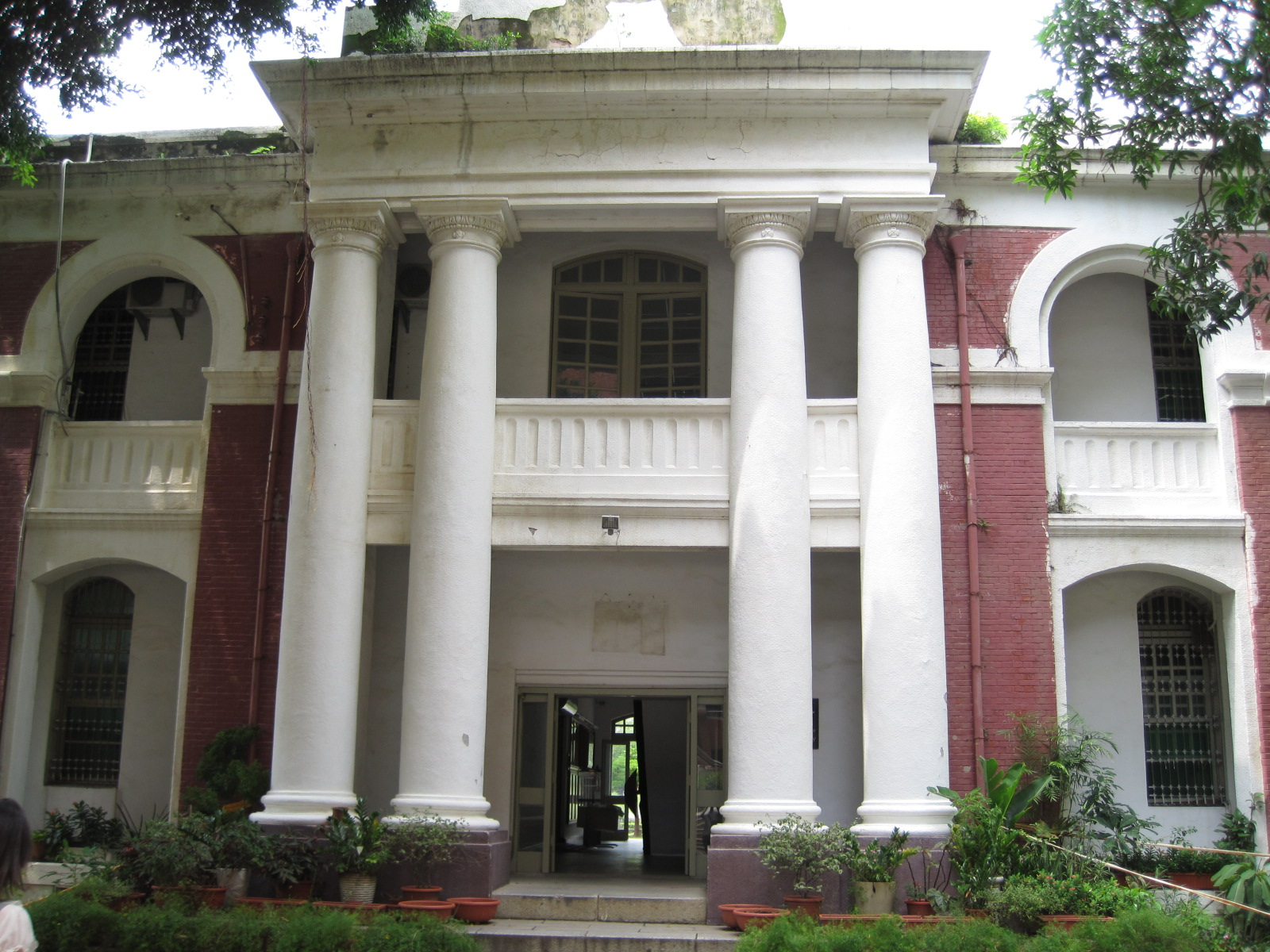
成大歷史系館南入口（修復前）
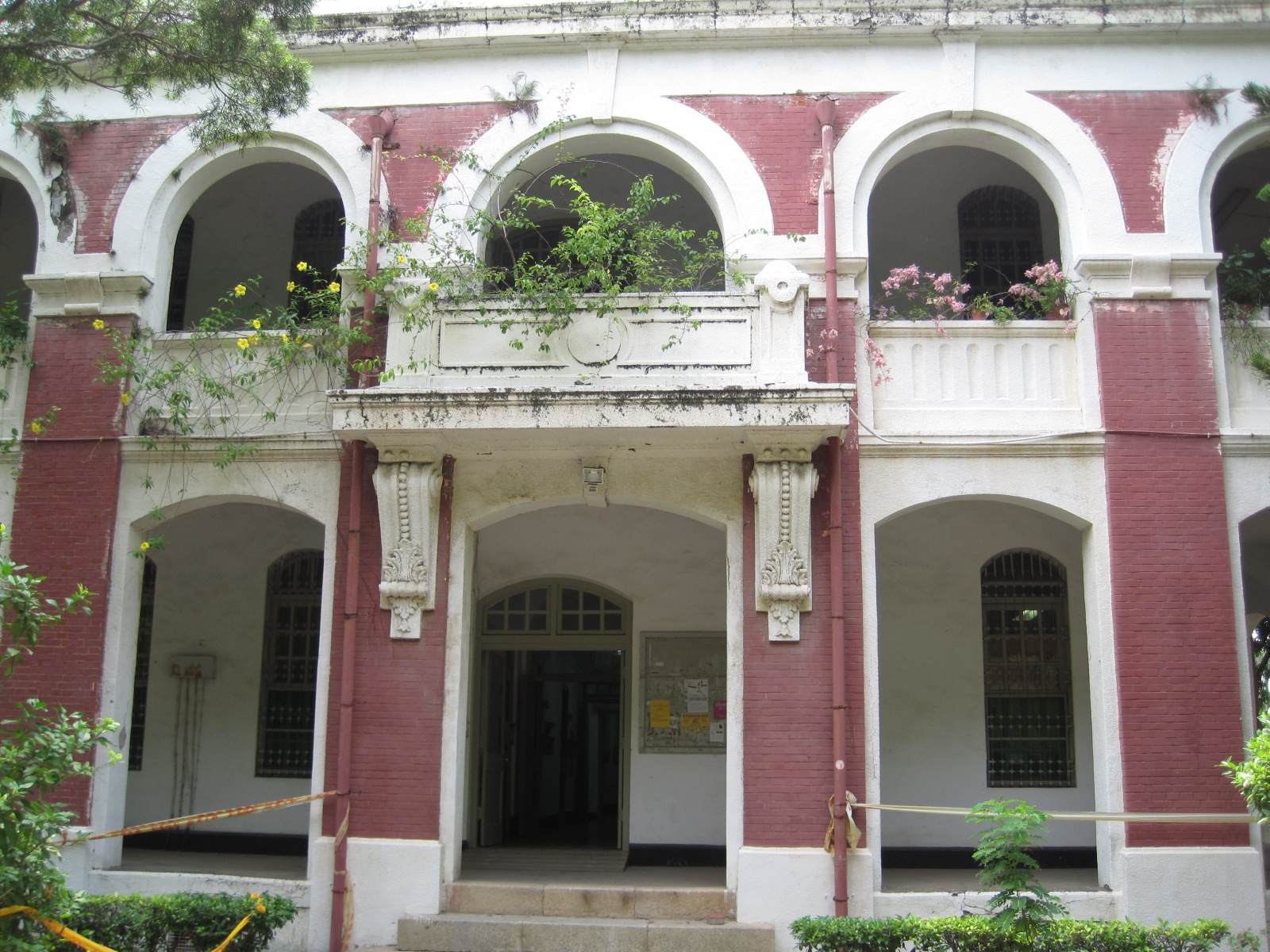
成大歷史系館東入口（修復前）